# Volta a Espanha de 2021
A 76.ª edição da Volta a Espanha foi uma corrida de ciclismo de estrada por etapas que decorreu entre 14 de agosto e 5 de setembro de 2021 com início na cidade de Burgos e final na cidade de Santiago de Compostela na Espanha. O percurso constou de um total de 21 etapas sobre uma distância total de 3.417 km.
A corrida fez parte do circuito UCI WorldTour de 2021 dentro da categoria 2.uwT e pelo terceiro ano consecutivo foi vencida pelo esloveno Primož Roglič do Jumbo-Visma. Nesta ocasião esteve acompanhado no pódio pelo espanhol Enric Mas do Movistar e o australiano Jack Haig do Bahrain Victorious, segundo e terceiro classificado respectivamente.

## Equipas participantes
Alinham na partida um total de 23 equipas, dos quais assistiram por direito próprio as 19 equipas de categoria UCI WorldTeam e a equipa Alpecin-Fenix de categoria UCI ProTeam ao ter sido a melhor equipa UCI ProTeam da temporada anterior. Foram por convite direto da organização da corrida 3 equipas de categoria UCI ProTeam, todos eles com licença espanhola. Formaram assim um pelotão de 184 ciclistas dos quais acabaram 142.
| Equipes WorldTeam (19)- AG2R Citroën Team - Astana-Premier Tech - Bahrain Victorious - Bora-Hansgrohe - Cofidis - Deceuninck-Quick Step - EF Education-Nippo - Groupama-FDJ - Ineos Grenadiers - Intermarché-Wanty-Gobert Matériaux - Israel Start-Up Nation - Jumbo-Visma - Lotto Soudal - Movistar Team - Team BikeExchange - Team DSM - Qhubeka NextHash - Trek-Segafredo - UAE Team Emirates Equipes ProTeam (4)- Alpecin-Fenix - Burgos-BH - Caja Rural-Seguros RGA - Euskaltel-Euskadi |
| |

## Etapas
| Etapa | Data    | Percurso                                          | type                      | Distância (km) | Elevação (m) | Vencedor            | Líder geral          |
| ----- | ------- | ------------------------------------------------- | ------------------------- | -------------- | ------------ | ------------------- | -------------------- |
| 1     | 14 ago. | Burgos – Burgos                                   | contrarrelógio individual | 7,1            | 87 m         | Primož Roglič       | Primož Roglič        |
| 2     | 15 ago. | Caleruega – Burgos                                | etapa plana               | 166,7          | 1 049 m      | Jasper Philipsen    | Primož Roglič        |
| 3     | 16 ago. | Santo Domingo de Silos – Espinosa de los Monteros | alta montanha             | 202,8          | 2 787 m      | Rein Taaramäe       | Rein Taaramäe        |
| 4     | 17 ago. | Burgo de Osma – Molina de Aragão                  | etapa plana               | 163,9          | 1 534 m      | Fabio Jakobsen      | Rein Taaramäe        |
| 5     | 18 ago. | Tarancón – Albacete                               | etapa plana               | 184,4          | 640 m        | Jasper Philipsen    | Kenny Elissonde      |
| 6     | 19 ago. | Requena – Cullera                                 | etapa escarpada           | 158,3          | 901 m        | Magnus Cort         | Primož Roglič        |
| 7     | 20 ago. | Gandia – Balcón de Alicante                       | alta montanha             | 152            | 3 707 m      | Michael Storer      | Primož Roglič        |
| 8     | 21 ago. | Santa Pola – La Manga del Mar Menor               | etapa plana               | 173,7          | 923 m        | Fabio Jakobsen      | Primož Roglič        |
| 9     | 22 ago. | Puerto Lumbreras – Alto de Velefique              | alta montanha             | 188            | 4 725 m      | Damiano Caruso      | Primož Roglič        |
|       | 23 ago. | Dia de descanso                                   | Dia de descanso           |                |              |                     |                      |
| 10    | 24 ago. | Roquetas de Mar – Rincón de la Victoria           | etapa escarpada           | 189            | 2 350 m      | Michael Storer      | Odd Christian Eiking |
| 11    | 25 ago. | Antequera – Valdepeñas de Jaén                    | etapa escarpada           | 133,6          | 2 647 m      | Primož Roglič       | Odd Christian Eiking |
| 12    | 26 ago. | Jaén – Córdova                                    | etapa escarpada           | 175            | 2 018 m      | Magnus Cort         | Odd Christian Eiking |
| 13    | 27 ago. | Belmez – Villanueva de la Serena                  | etapa plana               | 203,7          | 1 642 m      | Florian Sénéchal    | Odd Christian Eiking |
| 14    | 28 ago. | Don Benito – La Villuerca                         | alta montanha             | 165,7          | 3 448 m      | Romain Bardet       | Odd Christian Eiking |
| 15    | 29 ago. | Navalmoral de la Mata – El Barraco                | alta montanha             | 197,5          | 3 860 m      | Rafał Majka         | Odd Christian Eiking |
|       | 30 ago. | Dia de descanso                                   | Dia de descanso           |                |              |                     |                      |
| 16    | 31 ago. | Laredo – Santa Cruz de Bezana                     | etapa plana               | 180            | 2 275 m      | Fabio Jakobsen      | Odd Christian Eiking |
| 17    | 1 set.  | Unquera – Lagos de Covadonga                      | alta montanha             | 185,8          | 4 437 m      | Primož Roglič       | Primož Roglič        |
| 18    | 2 set.  | Salas – El Gamoniteiru                            | alta montanha             | 162,6          | 4 957 m      | Miguel Ángel López  | Primož Roglič        |
| 19    | 3 set.  | Tapia de Casariego – Monforte de Lemos            | etapa escarpada           | 191,2          | 3 513 m      | Magnus Cort         | Primož Roglič        |
| 20    | 4 set.  | Sanxenxo – Mos                                    | alta montanha             | 202,2          | 4 199 m      | Clément Champoussin | Primož Roglič        |
| 21    | 5 set.  | Padrón – Santiago de Compostela                   | contrarrelógio individual | 33,8           | 636 m        | Primož Roglič       | Primož Roglič        |

## Classificações finais
As classificações finalizaram da seguinte forma:

### Classificação geral (Camisola Vermelha)
| \| Classificação geral \| Classificação geral \| Classificação geral \| Classificação geral \| Classificação geral \| \| Ciclista \| Ciclista \| Equipe \| Tempo \| \| \| ------------------- \| -------------------- \| ---------------------------------- \| ------------------- \| ------------------- \| \| 1. \| Primož Roglič \| Jumbo-Visma \| 83h55m29s \| \| \| 2. \| Enric Mas \| Movistar Team \| + 4m42s \| \| \| 3. \| Jack Haig \| Bahrain Victorious \| + 7m40s \| \| \| 4. \| Adam Yates \| Ineos Grenadiers \| + 9m06s \| \| \| 5. \| Gino Mäder \| Bahrain Victorious \| + 11m33s \| \| \| 6. \| Egan Bernal \| Ineos Grenadiers \| + 13m27s \| \| \| 7. \| David de la Cruz \| UAE Team Emirates \| + 18m33s \| \| \| 8. \| Sepp Kuss \| Jumbo-Visma \| + 18m55s \| \| \| 9. \| Guillaume Martin \| Cofidis \| + 20m27s \| \| \| 10. \| Felix Großschartner \| Bora-Hansgrohe \| + 22m22s \| \| \| 11. \| Odd Christian Eiking \| Intermarché-Wanty-Gobert Matériaux \| + 25m14s \| \| \| 12. \| Steven Kruijswijk \| Jumbo-Visma \| + 26m42s \| \| \| 13. \| Juan Pedro López \| Trek-Segafredo \| + 31m21s \| \| \| 14. \| Geoffrey Bouchard \| AG2R Citroën Team \| + 49m09s \| \| \| 15. \| Rémy Rochas \| Cofidis \| + 52m32s \| \| \| 16. \| Clément Champoussin \| AG2R Citroën Team \| + 57m29s \| \| \| 17. \| Damiano Caruso \| Bahrain Victorious \| + 1h05m31s \| \| \| 18. \| Sam Oomen \| Jumbo-Visma \| + 1h09m25s \| \| \| 19. \| Óscar Cabedo \| Burgos-BH \| + 1h12m43s \| \| \| 20. \| Steff Cras \| Lotto-Soudal \| + 1h22m06s \| \| |                      |                                    |            |
| |                      |                                    |            |
| Fonte: ProCyclingStats |                      |                                    |            |
| Classificação geral |                      |                                    |            |
| Ciclista | Ciclista             | Equipe                             | Tempo      |
| 1. | Primož Roglič        | Jumbo-Visma                        | 83h55m29s  |
| 2. | Enric Mas            | Movistar Team                      | + 4m42s    |
| 3. | Jack Haig            | Bahrain Victorious                 | + 7m40s    |
| 4. | Adam Yates           | Ineos Grenadiers                   | + 9m06s    |
| 5. | Gino Mäder           | Bahrain Victorious                 | + 11m33s   |
| 6. | Egan Bernal          | Ineos Grenadiers                   | + 13m27s   |
| 7. | David de la Cruz     | UAE Team Emirates                  | + 18m33s   |
| 8. | Sepp Kuss            | Jumbo-Visma                        | + 18m55s   |
| 9. | Guillaume Martin     | Cofidis                            | + 20m27s   |
| 10. | Felix Großschartner  | Bora-Hansgrohe                     | + 22m22s   |
| 11. | Odd Christian Eiking | Intermarché-Wanty-Gobert Matériaux | + 25m14s   |
| 12. | Steven Kruijswijk    | Jumbo-Visma                        | + 26m42s   |
| 13. | Juan Pedro López     | Trek-Segafredo                     | + 31m21s   |
| 14. | Geoffrey Bouchard    | AG2R Citroën Team                  | + 49m09s   |
| 15. | Rémy Rochas          | Cofidis                            | + 52m32s   |
| 16. | Clément Champoussin  | AG2R Citroën Team                  | + 57m29s   |
| 17. | Damiano Caruso       | Bahrain Victorious                 | + 1h05m31s |
| 18. | Sam Oomen            | Jumbo-Visma                        | + 1h09m25s |
| 19. | Óscar Cabedo         | Burgos-BH                          | + 1h12m43s |
| 20. | Steff Cras           | Lotto-Soudal                       | + 1h22m06s |

### Classificação por pontos
| Classificação por pontos | Classificação por pontos | Classificação por pontos | Classificação por pontos | Classificação por pontos |
| Ciclista                 | Ciclista                 | Equipe                   | Pontos                   |                          |
| ------------------------ | ------------------------ | ------------------------ | ------------------------ | ------------------------ |
| 1.                       | Fabio Jakobsen           | Deceuninck-Quick Step    | 250 pts                  |                          |
| 2.                       | Primož Roglič            | Jumbo-Visma              | 199 pts                  |                          |
| 3.                       | Magnus Cort              | EF Education-Nippo       | 161 pts                  |                          |
| 4.                       | Matteo Trentin           | UAE Team Emirates        | 145 pts                  |                          |
| 5.                       | Enric Mas                | Movistar Team            | 120 pts                  |                          |
| 6.                       | Alberto Dainese          | Team DSM                 | 120 pts                  |                          |
| 7.                       | Michael Matthews         | BikeExchange             | 114 pts                  |                          |
| 8.                       | Andrea Bagioli           | Deceuninck-Quick Step    | 101 pts                  |                          |
| 9.                       | Egan Bernal              | Ineos Grenadiers         | 96 pts                   |                          |
| 10.                      | Arnaud Démare            | Groupama-FDJ             | 91 pts                   |                          |

### Classificação da montanha
| Classificação da montanha | Classificação da montanha | Classificação da montanha | Classificação da montanha | Classificação da montanha |
| Ciclista                  | Ciclista                  | Equipe                    | Pontos                    |                           |
| ------------------------- | ------------------------- | ------------------------- | ------------------------- | ------------------------- |
| 1.                        | Michael Storer            | Team DSM                  | 80 pts                    |                           |
| 2.                        | Romain Bardet             | Team DSM                  | 61 pts                    |                           |
| 3.                        | Primož Roglič             | Jumbo-Visma               | 51 pts                    |                           |
| 4.                        | Damiano Caruso            | Bahrain Victorious        | 33 pts                    |                           |
| 5.                        | Rafał Majka               | UAE Team Emirates         | 33 pts                    |                           |
| 6.                        | Jack Haig                 | Bahrain Victorious        | 23 pts                    |                           |
| 7.                        | Sepp Kuss                 | Jumbo-Visma               | 19 pts                    |                           |
| 8.                        | Enric Mas                 | Movistar Team             | 17 pts                    |                           |
| 9.                        | Egan Bernal               | Ineos Grenadiers          | 16 pts                    |                           |
| 10.                       | Fabio Aru                 | Qhubeka NextHash          | 16 pts                    |                           |

### Classificação dos jovens
| Classificação dos jovens | Classificação dos jovens | Classificação dos jovens | Classificação dos jovens | Classificação dos jovens |
| Ciclista                 | Ciclista                 | Equipe                   | Tempo                    |                          |
| ------------------------ | ------------------------ | ------------------------ | ------------------------ | ------------------------ |
| 1.                       | Gino Mäder               | Bahrain Victorious       | 84h07m02s                |                          |
| 2.                       | Egan Bernal              | Ineos Grenadiers         | + 1m54s                  |                          |
| 3.                       | Juan Pedro López         | Trek-Segafredo           | + 19m48s                 |                          |
| 4.                       | Rémy Rochas              | Cofidis                  | + 40m59s                 |                          |
| 5.                       | Clément Champoussin      | AG2R Citroën Team        | + 45m56s                 |                          |
| 6.                       | Steff Cras               | Lotto-Soudal             | + 1h10m33s               |                          |
| 7.                       | Jefferson Cepeda         | Caja Rural-Seguros RGA   | + 1h47m21s               |                          |
| 8.                       | Pavel Sivakov            | Ineos Grenadiers         | + 1h53m14s               |                          |
| 9.                       | Gotzon Martín            | Euskaltel-Euskadi        | + 1h59m06s               |                          |
| 10.                      | Michael Storer           | Team DSM                 | + 2h11m12s               |                          |

### Classificação por equipas
| Classificação por equipes | Classificação por equipes          | Classificação por equipes | Classificação por equipes |
| Equipe                    | Equipe                             | Tempo                     |                           |
| ------------------------- | ---------------------------------- | ------------------------- | ------------------------- |
| 1.                        | Bahrain Victorious                 | 252h19m35s                |                           |
| 2.                        | Jumbo-Visma                        | + 7m26s                   |                           |
| 3.                        | Ineos Grenadiers                   | + 32m18s                  |                           |
| 4.                        | UAE Team Emirates                  | + 1h05m10s                |                           |
| 5.                        | Intermarché-Wanty-Gobert Matériaux | + 1h15m05s                |                           |
| 6.                        | Movistar Team                      | + 1h17m16s                |                           |
| 7.                        | AG2R Citroën Team                  | + 1h43m04s                |                           |
| 8.                        | Cofidis                            | + 2h15m39s                |                           |
| 9.                        | Trek-Segafredo                     | + 2h38m20s                |                           |
| 10.                       | Team DSM                           | + 2h59m49s                |                           |

## Evolução das classificações
| Etapa |                           | Vencedor _          | Classificação geral  | Prêmio por pontos | Prêmio de montanha | Juventude      | Disputa         | Equipes            |
| ----- | ------------------------- | ------------------- | -------------------- | ----------------- | ------------------ | -------------- | --------------- | ------------------ |
| 1     | contrarrelógio individual | Primož Roglič       | Primož Roglič        | Primož Roglič     | Sepp Kuss          | Andrea Bagioli | não atribuído   | Jumbo-Visma        |
| 2     | etapa plana               | Jasper Philipsen    | Primož Roglič        | Jasper Philipsen  | Sepp Kuss          | Andrea Bagioli | Diego Rubio     | Jumbo-Visma        |
| 3     | alta montanha             | Rein Taaramäe       | Rein Taaramäe        | Jasper Philipsen  | Rein Taaramäe      | Egan Bernal    | Julen Amézqueta | UAE Team Emirates  |
| 4     | etapa plana               | Fabio Jakobsen      | Rein Taaramäe        | Fabio Jakobsen    | Rein Taaramäe      | Egan Bernal    | Ángel Madrazo   | UAE Team Emirates  |
| 5     | etapa plana               | Jasper Philipsen    | Kenny Elissonde      | Jasper Philipsen  | Rein Taaramäe      | Egan Bernal    | Oier Lazkano    | UAE Team Emirates  |
| 6     | etapa escarpada           | Magnus Cort         | Primož Roglič        | Jasper Philipsen  | Rein Taaramäe      | Egan Bernal    | Joan Bou        | Movistar Team      |
| 7     | alta montanha             | Michael Storer      | Primož Roglič        | Jasper Philipsen  | Pavel Sivakov      | Egan Bernal    | Michael Storer  | Movistar Team      |
| 8     | etapa plana               | Fabio Jakobsen      | Primož Roglič        | Fabio Jakobsen    | Pavel Sivakov      | Egan Bernal    | Aritz Bagües    | Movistar Team      |
| 9     | alta montanha             | Damiano Caruso      | Primož Roglič        | Fabio Jakobsen    | Damiano Caruso     | Egan Bernal    | Julen Amézqueta | Movistar Team      |
| 10    | etapa escarpada           | Michael Storer      | Odd Christian Eiking | Fabio Jakobsen    | Damiano Caruso     | Egan Bernal    | Matteo Trentin  | Ineos Grenadiers   |
| 11    | etapa escarpada           | Primož Roglič       | Odd Christian Eiking | Fabio Jakobsen    | Damiano Caruso     | Egan Bernal    | Jonathan Lastra | Ineos Grenadiers   |
| 12    | etapa escarpada           | Magnus Cort         | Odd Christian Eiking | Fabio Jakobsen    | Damiano Caruso     | Egan Bernal    | Julen Amézqueta | Ineos Grenadiers   |
| 13    | etapa plana               | Florian Sénéchal    | Odd Christian Eiking | Fabio Jakobsen    | Damiano Caruso     | Egan Bernal    | Álvaro Cuadros  | Ineos Grenadiers   |
| 14    | alta montanha             | Romain Bardet       | Odd Christian Eiking | Fabio Jakobsen    | Romain Bardet      | Egan Bernal    | Daniel Navarro  | Ineos Grenadiers   |
| 15    | alta montanha             | Rafał Majka         | Odd Christian Eiking | Fabio Jakobsen    | Romain Bardet      | Egan Bernal    | Rafał Majka     | Ineos Grenadiers   |
| 16    | etapa plana               | Fabio Jakobsen      | Odd Christian Eiking | Fabio Jakobsen    | Romain Bardet      | Egan Bernal    | Jetse Bol       | Ineos Grenadiers   |
| 17    | alta montanha             | Primož Roglič       | Primož Roglič        | Fabio Jakobsen    | Romain Bardet      | Egan Bernal    | Egan Bernal     | Bahrain Victorious |
| 18    | alta montanha             | Miguel Ángel López  | Primož Roglič        | Fabio Jakobsen    | Michael Storer     | Egan Bernal    | Michael Storer  | Bahrain Victorious |
| 19    | etapa escarpada           | Magnus Cort         | Primož Roglič        | Fabio Jakobsen    | Michael Storer     | Egan Bernal    | Andreas Kron    | Bahrain Victorious |
| 20    | alta montanha             | Clément Champoussin | Primož Roglič        | Fabio Jakobsen    | Michael Storer     | Gino Mäder     | Ryan Gibbons    | Bahrain Victorious |
| 21    | contrarrelógio individual | Primož Roglič       | Primož Roglič        | Fabio Jakobsen    | Michael Storer     | Gino Mäder     | não atribuído   | Bahrain Victorious |
| Final | Final                     |                     | Primož Roglič        | Fabio Jakobsen    | Michael Storer     | Gino Mäder     | Magnus Cort     | Bahrain Victorious |

## Ciclistas participantes e posições finais
| Jumbo-Visma TJV | Jumbo-Visma TJV            | Jumbo-Visma TJV |
| --------------- | -------------------------- | --------------- |
| Num             | Ciclista                   | Pos             |
| 1               | Primož Roglič (SLO)        | 1.              |
| 2               | Koen Bouwman (NED)         | 42.             |
| 3               | Robert Gesink (NED)        | 62.             |
| 4               | Lennard Hofstede (NED)     | 128.            |
| 5               | Steven Kruijswijk (NED)    | 12.             |
| 6               | Sepp Kuss (USA)            | 8.              |
| 7               | Sam Oomen (NED)            | 18.             |
| 8               | Nathan Van Hooydonck (BEL) | 82.             |

| AG2R Citroën Team ACT | AG2R Citroën Team ACT     | AG2R Citroën Team ACT |
| --------------------- | ------------------------- | --------------------- |
| Num                   | Ciclista                  | Pos                   |
| 11                    | Geoffrey Bouchard (FRA)   | 14.                   |
| 12                    | Lilian Calmejane (FRA)    | 33.                   |
| 13                    | Clément Champoussin (FRA) | 16.                   |
| 14                    | Mikaël Cherel (FRA)       | 45.                   |
| 15                    | Stan Dewulf (BEL)         | 65.                   |
| 16                    | Nicolas Prodhomme (FRA)   | 52.                   |
| 17                    | Damien Touzé (FRA)        | 79.                   |
| 18                    | Clément Venturini (FRA)   | 97.                   |

| Alpecin-Fenix AFC | Alpecin-Fenix AFC       | Alpecin-Fenix AFC |
| ----------------- | ----------------------- | ----------------- |
| Num               | Ciclista                | Pos               |
| 21                | Jay Vine (AUS)          | 73.               |
| 22                | Tobias Bayer (AUT)      | DNF-12            |
| 23                | Floris De Tier (BEL)    | 48.               |
| 24                | Alexander Krieger (GER) | 117.              |
| 25                | Sacha Modolo (ITA)      | DNF-19            |
| 26                | Jasper Philipsen (BEL)  | NP-11             |
| 27                | Edward Planckaert (BEL) | 122.              |
| 28                | Scott Thwaites (GBR)    | 134.              |

| Astana-Premier Tech APT | Astana-Premier Tech APT            | Astana-Premier Tech APT |
| ----------------------- | ---------------------------------- | ----------------------- |
| Num                     | Ciclista                           | Pos                     |
| 31                      | Aleksandr Vlasov (RUS) (CRI)       | NP-20                   |
| 32                      | Alex Aranburu (ESP)                | NP-11                   |
| 33                      | Omar Fraile (ESP) (estrada)        | NP-13                   |
| 34                      | Gorka Izagirre (ESP)               | 27.                     |
| 35                      | Ion Izagirre (ESP) (CRI)           | 26.                     |
| 36                      | Yuriy Natarov (KAZ)                | 91.                     |
| 37                      | Óscar Rodríguez Garaicoechea (ESP) | DNF-7                   |
| 38                      | Luis León Sánchez (ESP)            | DNF-17                  |

| Bahrain Victorious TBV | Bahrain Victorious TBV  | Bahrain Victorious TBV |
| ---------------------- | ----------------------- | ---------------------- |
| Num                    | Ciclista                | Pos                    |
| 41                     | Mikel Landa (ESP)       | DNF-17                 |
| 42                     | Yukiya Arashiro (JPN)   | 116.                   |
| 43                     | Damiano Caruso (ITA)    | 17.                    |
| 44                     | Jack Haig (AUS)         | 3.                     |
| 45                     | Gino Mäder (SUI)        | 5.                     |
| 46                     | Mark Padun (UKR)        | 59.                    |
| 47                     | Wout Poels (NED)        | 23.                    |
| 48                     | Jan Tratnik (SLO) (CRI) | 94.                    |

| Bora-Hansgrohe BOH | Bora-Hansgrohe BOH                    | Bora-Hansgrohe BOH |
| ------------------ | ------------------------------------- | ------------------ |
| Num                | Ciclista                              | Pos                |
| 51                 | Felix Großschartner (AUT)             | 10.                |
| 52                 | Cesare Benedetti (POL)                | 107.               |
| 53                 | Patrick Gamper (AUT)                  | 112.               |
| 54                 | Martin Laas (EST)                     | 140.               |
| 55                 | Jordi Meeus (BEL)                     | 139.               |
| 56                 | Anton Palzer (GER)                    | 102.               |
| 57                 | Maximilian Schachmann (GER) (estrada) | NP-13              |
| 58                 | Ben Zwiehoff (GER)                    | 47.                |

| Burgos-BH BBH | Burgos-BH BBH        | Burgos-BH BBH |
| ------------- | -------------------- | ------------- |
| Num           | Ciclista             | Pos           |
| 61            | Daniel Navarro (ESP) | 24.           |
| 62            | Jetse Bol (NED)      | 71.           |
| 63            | Óscar Cabedo (ESP)   | 19.           |
| 64            | Carlos Canal (ESP)   | 106.          |
| 65            | Ángel Madrazo (ESP)  | 63.           |
| 66            | Ander Okamika (ESP)  | 75.           |
| 67            | Diego Rubio (ESP)    | DNF-18        |
| 68            | Pelayo Sánchez (ESP) | 84.           |

| Caja Rural-Seguros RGA CJR | Caja Rural-Seguros RGA CJR | Caja Rural-Seguros RGA CJR |
| -------------------------- | -------------------------- | -------------------------- |
| Num                        | Ciclista                   | Pos                        |
| 71                         | Jonathan Lastra (ESP)      | DNF-18                     |
| 72                         | Jon Aberasturi (ESP)       | 132.                       |
| 73                         | Julen Amézqueta (ESP)      | 43.                        |
| 74                         | Aritz Bagües (ESP)         | 87.                        |
| 75                         | Jefferson Cepeda (ECU)     | 32.                        |
| 76                         | Álvaro Cuadros (ESP)       | 78.                        |
| 77                         | Oier Lazkano (ESP)         | NP-20                      |
| 78                         | Sergio Martín (ESP)        | DNF-9                      |

| Cofidis COF | Cofidis COF            | Cofidis COF |
| ----------- | ---------------------- | ----------- |
| Num         | Ciclista               | Pos         |
| 81          | Guillaume Martin (FRA) | 9.          |
| 82          | Piet Allegaert (BEL)   | 123.        |
| 83          | Fernando Barceló (ESP) | 89.         |
| 84          | Eddy Finé (FRA)        | 92.         |
| 85          | Jesús Herrada (ESP)    | 38.         |
| 86          | José Herrada (ESP)     | 57.         |
| 87          | Emmanuel Morin (FRA)   | DNF-7       |
| 88          | Rémy Rochas (FRA)      | 15.         |

| Deceuninck-Quick Step DQT | Deceuninck-Quick Step DQT | Deceuninck-Quick Step DQT |
| ------------------------- | ------------------------- | ------------------------- |
| Num                       | Ciclista                  | Pos                       |
| 91                        | Fabio Jakobsen (NED)      | 141.                      |
| 92                        | Andrea Bagioli (ITA)      | 90.                       |
| 93                        | Josef Černý (CZE) (CRI)   | 142.                      |
| 94                        | James Knox (GBR)          | 100.                      |
| 95                        | Florian Sénéchal (FRA)    | 118.                      |
| 96                        | Zdeněk Štybar (CZE)       | 133.                      |
| 97                        | Bert Van Lerberghe (BEL)  | 137.                      |
| 98                        | Mauri Vansevenant (BEL)   | 101.                      |

| EF Education-Nippo EFN | EF Education-Nippo EFN      | EF Education-Nippo EFN |
| ---------------------- | --------------------------- | ---------------------- |
| Num                    | Ciclista                    | Pos                    |
| 101                    | Hugh Carthy (GBR)           | DNF-7                  |
| 102                    | Jonathan Caicedo (ECU)      | NP-15                  |
| 103                    | Diego Camargo (COL)         | 53.                    |
| 104                    | Simon Carr (GBR)            | DNF-11                 |
| 105                    | Lawson Craddock (USA) (CRI) | 69.                    |
| 106                    | Jens Keukeleire (BEL)       | 50.                    |
| 107                    | Magnus Cort (DEN)           | 77.                    |
| 108                    | Tom Scully (NZL)            | 125.                   |

| Euskaltel-Euskadi EUS | Euskaltel-Euskadi EUS    | Euskaltel-Euskadi EUS |
| --------------------- | ------------------------ | --------------------- |
| Num                   | Ciclista                 | Pos                   |
| 111                   | Mikel Bizkarra (ESP)     | 46.                   |
| 112                   | Xabier Azparren (ESP)    | 111.                  |
| 113                   | Joan Bou (ESP)           | 103.                  |
| 114                   | Mikel Iturria (ESP)      | 60.                   |
| 115                   | Juan José Lobato (ESP)   | 136.                  |
| 116                   | Gotzon Martín (ESP)      | 37.                   |
| 117                   | Luis Ángel Maté (ESP)    | 30.                   |
| 118                   | Antonio Jesús Soto (ESP) | 81.                   |

| Groupama-FDJ GFC | Groupama-FDJ GFC                    | Groupama-FDJ GFC |
| ---------------- | ----------------------------------- | ---------------- |
| Num              | Ciclista                            | Pos              |
| 121              | Arnaud Démare (FRA)                 | 96.              |
| 122              | Kevin Geniets (LUX) (estrada e CRI) | 85.              |
| 123              | Jacopo Guarnieri (ITA)              | DNF-9            |
| 124              | Olivier Le Gac (FRA)                | 76.              |
| 125              | Tobias Ludvigsson (SWE)             | 99.              |
| 126              | Rudy Molard (FRA)                   | DNF-16           |
| 127              | Anthony Roux (FRA)                  | 58.              |
| 128              | Ramon Sinkeldam (NED)               | 127.             |

| Ineos Grenadiers IGD | Ineos Grenadiers IGD   | Ineos Grenadiers IGD |
| -------------------- | ---------------------- | -------------------- |
| Num                  | Ciclista               | Pos                  |
| 131                  | Egan Bernal (COL)      | 6.                   |
| 132                  | Richard Carapaz (ECU)  | NP-14                |
| 133                  | Jhonatan Narváez (ECU) | DNF-15               |
| 134                  | Thomas Pidcock (GBR)   | 67.                  |
| 135                  | Salvatore Puccio (ITA) | 98.                  |
| 136                  | Pavel Sivakov (RUS)    | 35.                  |
| 137                  | Dylan van Baarle (NED) | NP-18                |
| 138                  | Adam Yates (GBR)       | 4.                   |

| Intermarché-Wanty-Gobert Matériaux IWG | Intermarché-Wanty-Gobert Matériaux IWG | Intermarché-Wanty-Gobert Matériaux IWG |
| -------------------------------------- | -------------------------------------- | -------------------------------------- |
| Num                                    | Ciclista                               | Pos                                    |
| 141                                    | Louis Meintjes (RSA)                   | DNF-19                                 |
| 142                                    | Odd Christian Eiking (NOR)             | 11.                                    |
| 143                                    | Jan Hirt (CZE)                         | 28.                                    |
| 144                                    | Wesley Kreder (NED)                    | 110.                                   |
| 145                                    | Riccardo Minali (ITA)                  | 138.                                   |
| 146                                    | Simone Petilli (ITA)                   | 29.                                    |
| 147                                    | Rein Taaramäe (EST) (CRI)              | 55.                                    |
| 148                                    | Kévin Van Melsen (BEL)                 | 126.                                   |

| Israel Start-Up Nation ISN | Israel Start-Up Nation ISN | Israel Start-Up Nation ISN |
| -------------------------- | -------------------------- | -------------------------- |
| Num                        | Ciclista                   | Pos                        |
| 151                        | Sep Vanmarcke (BEL)        | DNF-16                     |
| 152                        | Sebastian Berwick (AUS)    | 135.                       |
| 153                        | Alexander Cataford (CAN)   | NP-3                       |
| 154                        | Davide Cimolai (ITA)       | DNF-8                      |
| 155                        | Itamar Einhorn (ISR)       | DNF-17                     |
| 156                        | Guy Niv (ISR)              | 93.                        |
| 157                        | James Piccoli (CAN)        | 86.                        |
| 158                        | Mads Würtz (DEN) (estrada) | DNF-7                      |

| Lotto-Soudal LTS | Lotto-Soudal LTS         | Lotto-Soudal LTS |
| ---------------- | ------------------------ | ---------------- |
| Num              | Ciclista                 | Pos              |
| 161              | Andreas Kron (DEN)       | 68.              |
| 162              | Steff Cras (BEL)         | 20.              |
| 163              | Frederik Frison (BEL)    | DNF-3            |
| 164              | Matthew Holmes (GBR)     | HD-18            |
| 165              | Sylvain Moniquet (BEL)   | 83.              |
| 166              | Maxim Van Gils (BEL)     | 88.              |
| 167              | Harm Vanhoucke (BEL)     | 115.             |
| 168              | Florian Vermeersch (BEL) | 121.             |

| Movistar Team MOV | Movistar Team MOV        | Movistar Team MOV |
| ----------------- | ------------------------ | ----------------- |
| Num               | Ciclista                 | Pos               |
| 171               | Enric Mas (ESP)          | 2.                |
| 172               | Imanol Erviti (ESP)      | 66.               |
| 173               | Johan Jacobs (SUI)       | DNF-9             |
| 174               | Miguel Ángel López (COL) | DNF-20            |
| 175               | Nelson Oliveira (POR)    | 72.               |
| 176               | José Joaquín Rojas (ESP) | 56.               |
| 177               | Alejandro Valverde (ESP) | DNF-7             |
| 178               | Carlos Verona (ESP)      | NP-18             |

| BikeExchange BEX | BikeExchange BEX       | BikeExchange BEX |
| ---------------- | ---------------------- | ---------------- |
| Num              | Ciclista               | Pos              |
| 181              | Michael Matthews (AUS) | 70.              |
| 182              | Lucas Hamilton (AUS)   | 54.              |
| 183              | Damien Howson (AUS)    | 95.              |
| 184              | Luka Mezgec (SLO)      | 109.             |
| 185              | Mikel Nieve (ESP)      | 31.              |
| 186              | Nick Schultz (AUS)     | 49.              |
| 187              | Robert Stannard (AUS)  | 119.             |
| 188              | Andrey Zeits (KAZ)     | 44.              |

| Team DSM DSM | Team DSM DSM          | Team DSM DSM |
| ------------ | --------------------- | ------------ |
| Num          | Ciclista              | Pos          |
| 191          | Romain Bardet (FRA)   | 25.          |
| 192          | Thymen Arensman (NED) | 61.          |
| 193          | Alberto Dainese (ITA) | 129.         |
| 194          | Nico Denz (GER)       | 114.         |
| 195          | Chad Haga (USA)       | 113.         |
| 196          | Chris Hamilton (AUS)  | 64.          |
| 197          | Michael Storer (AUS)  | 40.          |
| 198          | Martijn Tusveld (NED) | 34.          |

| Qhubeka NextHash TQA | Qhubeka NextHash TQA              | Qhubeka NextHash TQA |
| -------------------- | --------------------------------- | -------------------- |
| Num                  | Ciclista                          | Pos                  |
| 201                  | Fabio Aru (ITA)                   | 51.                  |
| 202                  | Sander Armée (BEL)                | DNF-17               |
| 203                  | Connor Brown (NZL)                | 130.                 |
| 204                  | Dimitri Claeys (BEL)              | 105.                 |
| 205                  | Sergio Henao (COL)                | DNF-19               |
| 206                  | Reinardt Janse van Rensburg (RSA) | HD-7                 |
| 207                  | Bert-Jan Lindeman (NED)           | 131.                 |
| 208                  | Dylan Sunderland (AUS)            | 104.                 |

| Trek-Segafredo TFS | Trek-Segafredo TFS       | Trek-Segafredo TFS |
| ------------------ | ------------------------ | ------------------ |
| Num                | Ciclista                 | Pos                |
| 211                | Giulio Ciccone (ITA)     | DNF-16             |
| 212                | Gianluca Brambilla (ITA) | 22.                |
| 213                | Kenny Elissonde (FRA)    | DNF-17             |
| 214                | Alex Kirsch (LUX)        | 120.               |
| 215                | Juan Pedro López (ESP)   | 13.                |
| 216                | Antonio Nibali (ITA)     | 108.               |
| 217                | Kiel Reijnen (USA)       | DNF-15             |
| 218                | Quinn Simmons (USA)      | 124.               |

| UAE Team Emirates UAD | UAE Team Emirates UAD       | UAE Team Emirates UAD |
| --------------------- | --------------------------- | --------------------- |
| Num                   | Ciclista                    | Pos                   |
| 221                   | David de la Cruz (ESP)      | 7.                    |
| 222                   | Joe Dombrowski (USA)        | 39.                   |
| 223                   | Ryan Gibbons (RSA) (CRI)    | 36.                   |
| 224                   | Rafał Majka (POL)           | 21.                   |
| 225                   | Juan Sebastián Molano (COL) | DNF-9                 |
| 226                   | Rui Oliveira (POR)          | 74.                   |
| 227                   | Jan Polanc (SLO)            | 41.                   |
| 228                   | Matteo Trentin (ITA)        | 80.                   |

| Jumbo-Visma TJV | Jumbo-Visma TJV            | Jumbo-Visma TJV |
| --------------- | -------------------------- | --------------- |
| Num             | Ciclista                   | Pos             |
| 1               | Primož Roglič (SLO)        | 1.              |
| 2               | Koen Bouwman (NED)         | 42.             |
| 3               | Robert Gesink (NED)        | 62.             |
| 4               | Lennard Hofstede (NED)     | 128.            |
| 5               | Steven Kruijswijk (NED)    | 12.             |
| 6               | Sepp Kuss (USA)            | 8.              |
| 7               | Sam Oomen (NED)            | 18.             |
| 8               | Nathan Van Hooydonck (BEL) | 82.             |

| AG2R Citroën Team ACT | AG2R Citroën Team ACT     | AG2R Citroën Team ACT |
| --------------------- | ------------------------- | --------------------- |
| Num                   | Ciclista                  | Pos                   |
| 11                    | Geoffrey Bouchard (FRA)   | 14.                   |
| 12                    | Lilian Calmejane (FRA)    | 33.                   |
| 13                    | Clément Champoussin (FRA) | 16.                   |
| 14                    | Mikaël Cherel (FRA)       | 45.                   |
| 15                    | Stan Dewulf (BEL)         | 65.                   |
| 16                    | Nicolas Prodhomme (FRA)   | 52.                   |
| 17                    | Damien Touzé (FRA)        | 79.                   |
| 18                    | Clément Venturini (FRA)   | 97.                   |

| Alpecin-Fenix AFC | Alpecin-Fenix AFC       | Alpecin-Fenix AFC |
| ----------------- | ----------------------- | ----------------- |
| Num               | Ciclista                | Pos               |
| 21                | Jay Vine (AUS)          | 73.               |
| 22                | Tobias Bayer (AUT)      | DNF-12            |
| 23                | Floris De Tier (BEL)    | 48.               |
| 24                | Alexander Krieger (GER) | 117.              |
| 25                | Sacha Modolo (ITA)      | DNF-19            |
| 26                | Jasper Philipsen (BEL)  | NP-11             |
| 27                | Edward Planckaert (BEL) | 122.              |
| 28                | Scott Thwaites (GBR)    | 134.              |

| Astana-Premier Tech APT | Astana-Premier Tech APT            | Astana-Premier Tech APT |
| ----------------------- | ---------------------------------- | ----------------------- |
| Num                     | Ciclista                           | Pos                     |
| 31                      | Aleksandr Vlasov (RUS) (CRI)       | NP-20                   |
| 32                      | Alex Aranburu (ESP)                | NP-11                   |
| 33                      | Omar Fraile (ESP) (estrada)        | NP-13                   |
| 34                      | Gorka Izagirre (ESP)               | 27.                     |
| 35                      | Ion Izagirre (ESP) (CRI)           | 26.                     |
| 36                      | Yuriy Natarov (KAZ)                | 91.                     |
| 37                      | Óscar Rodríguez Garaicoechea (ESP) | DNF-7                   |
| 38                      | Luis León Sánchez (ESP)            | DNF-17                  |

| Bahrain Victorious TBV | Bahrain Victorious TBV  | Bahrain Victorious TBV |
| ---------------------- | ----------------------- | ---------------------- |
| Num                    | Ciclista                | Pos                    |
| 41                     | Mikel Landa (ESP)       | DNF-17                 |
| 42                     | Yukiya Arashiro (JPN)   | 116.                   |
| 43                     | Damiano Caruso (ITA)    | 17.                    |
| 44                     | Jack Haig (AUS)         | 3.                     |
| 45                     | Gino Mäder (SUI)        | 5.                     |
| 46                     | Mark Padun (UKR)        | 59.                    |
| 47                     | Wout Poels (NED)        | 23.                    |
| 48                     | Jan Tratnik (SLO) (CRI) | 94.                    |

| Bora-Hansgrohe BOH | Bora-Hansgrohe BOH                    | Bora-Hansgrohe BOH |
| ------------------ | ------------------------------------- | ------------------ |
| Num                | Ciclista                              | Pos                |
| 51                 | Felix Großschartner (AUT)             | 10.                |
| 52                 | Cesare Benedetti (POL)                | 107.               |
| 53                 | Patrick Gamper (AUT)                  | 112.               |
| 54                 | Martin Laas (EST)                     | 140.               |
| 55                 | Jordi Meeus (BEL)                     | 139.               |
| 56                 | Anton Palzer (GER)                    | 102.               |
| 57                 | Maximilian Schachmann (GER) (estrada) | NP-13              |
| 58                 | Ben Zwiehoff (GER)                    | 47.                |

| Burgos-BH BBH | Burgos-BH BBH        | Burgos-BH BBH |
| ------------- | -------------------- | ------------- |
| Num           | Ciclista             | Pos           |
| 61            | Daniel Navarro (ESP) | 24.           |
| 62            | Jetse Bol (NED)      | 71.           |
| 63            | Óscar Cabedo (ESP)   | 19.           |
| 64            | Carlos Canal (ESP)   | 106.          |
| 65            | Ángel Madrazo (ESP)  | 63.           |
| 66            | Ander Okamika (ESP)  | 75.           |
| 67            | Diego Rubio (ESP)    | DNF-18        |
| 68            | Pelayo Sánchez (ESP) | 84.           |

| Caja Rural-Seguros RGA CJR | Caja Rural-Seguros RGA CJR | Caja Rural-Seguros RGA CJR |
| -------------------------- | -------------------------- | -------------------------- |
| Num                        | Ciclista                   | Pos                        |
| 71                         | Jonathan Lastra (ESP)      | DNF-18                     |
| 72                         | Jon Aberasturi (ESP)       | 132.                       |
| 73                         | Julen Amézqueta (ESP)      | 43.                        |
| 74                         | Aritz Bagües (ESP)         | 87.                        |
| 75                         | Jefferson Cepeda (ECU)     | 32.                        |
| 76                         | Álvaro Cuadros (ESP)       | 78.                        |
| 77                         | Oier Lazkano (ESP)         | NP-20                      |
| 78                         | Sergio Martín (ESP)        | DNF-9                      |

| Cofidis COF | Cofidis COF            | Cofidis COF |
| ----------- | ---------------------- | ----------- |
| Num         | Ciclista               | Pos         |
| 81          | Guillaume Martin (FRA) | 9.          |
| 82          | Piet Allegaert (BEL)   | 123.        |
| 83          | Fernando Barceló (ESP) | 89.         |
| 84          | Eddy Finé (FRA)        | 92.         |
| 85          | Jesús Herrada (ESP)    | 38.         |
| 86          | José Herrada (ESP)     | 57.         |
| 87          | Emmanuel Morin (FRA)   | DNF-7       |
| 88          | Rémy Rochas (FRA)      | 15.         |

| Deceuninck-Quick Step DQT | Deceuninck-Quick Step DQT | Deceuninck-Quick Step DQT |
| ------------------------- | ------------------------- | ------------------------- |
| Num                       | Ciclista                  | Pos                       |
| 91                        | Fabio Jakobsen (NED)      | 141.                      |
| 92                        | Andrea Bagioli (ITA)      | 90.                       |
| 93                        | Josef Černý (CZE) (CRI)   | 142.                      |
| 94                        | James Knox (GBR)          | 100.                      |
| 95                        | Florian Sénéchal (FRA)    | 118.                      |
| 96                        | Zdeněk Štybar (CZE)       | 133.                      |
| 97                        | Bert Van Lerberghe (BEL)  | 137.                      |
| 98                        | Mauri Vansevenant (BEL)   | 101.                      |

| EF Education-Nippo EFN | EF Education-Nippo EFN      | EF Education-Nippo EFN |
| ---------------------- | --------------------------- | ---------------------- |
| Num                    | Ciclista                    | Pos                    |
| 101                    | Hugh Carthy (GBR)           | DNF-7                  |
| 102                    | Jonathan Caicedo (ECU)      | NP-15                  |
| 103                    | Diego Camargo (COL)         | 53.                    |
| 104                    | Simon Carr (GBR)            | DNF-11                 |
| 105                    | Lawson Craddock (USA) (CRI) | 69.                    |
| 106                    | Jens Keukeleire (BEL)       | 50.                    |
| 107                    | Magnus Cort (DEN)           | 77.                    |
| 108                    | Tom Scully (NZL)            | 125.                   |

| Euskaltel-Euskadi EUS | Euskaltel-Euskadi EUS    | Euskaltel-Euskadi EUS |
| --------------------- | ------------------------ | --------------------- |
| Num                   | Ciclista                 | Pos                   |
| 111                   | Mikel Bizkarra (ESP)     | 46.                   |
| 112                   | Xabier Azparren (ESP)    | 111.                  |
| 113                   | Joan Bou (ESP)           | 103.                  |
| 114                   | Mikel Iturria (ESP)      | 60.                   |
| 115                   | Juan José Lobato (ESP)   | 136.                  |
| 116                   | Gotzon Martín (ESP)      | 37.                   |
| 117                   | Luis Ángel Maté (ESP)    | 30.                   |
| 118                   | Antonio Jesús Soto (ESP) | 81.                   |

| Groupama-FDJ GFC | Groupama-FDJ GFC                    | Groupama-FDJ GFC |
| ---------------- | ----------------------------------- | ---------------- |
| Num              | Ciclista                            | Pos              |
| 121              | Arnaud Démare (FRA)                 | 96.              |
| 122              | Kevin Geniets (LUX) (estrada e CRI) | 85.              |
| 123              | Jacopo Guarnieri (ITA)              | DNF-9            |
| 124              | Olivier Le Gac (FRA)                | 76.              |
| 125              | Tobias Ludvigsson (SWE)             | 99.              |
| 126              | Rudy Molard (FRA)                   | DNF-16           |
| 127              | Anthony Roux (FRA)                  | 58.              |
| 128              | Ramon Sinkeldam (NED)               | 127.             |

| Ineos Grenadiers IGD | Ineos Grenadiers IGD   | Ineos Grenadiers IGD |
| -------------------- | ---------------------- | -------------------- |
| Num                  | Ciclista               | Pos                  |
| 131                  | Egan Bernal (COL)      | 6.                   |
| 132                  | Richard Carapaz (ECU)  | NP-14                |
| 133                  | Jhonatan Narváez (ECU) | DNF-15               |
| 134                  | Thomas Pidcock (GBR)   | 67.                  |
| 135                  | Salvatore Puccio (ITA) | 98.                  |
| 136                  | Pavel Sivakov (RUS)    | 35.                  |
| 137                  | Dylan van Baarle (NED) | NP-18                |
| 138                  | Adam Yates (GBR)       | 4.                   |

| Intermarché-Wanty-Gobert Matériaux IWG | Intermarché-Wanty-Gobert Matériaux IWG | Intermarché-Wanty-Gobert Matériaux IWG |
| -------------------------------------- | -------------------------------------- | -------------------------------------- |
| Num                                    | Ciclista                               | Pos                                    |
| 141                                    | Louis Meintjes (RSA)                   | DNF-19                                 |
| 142                                    | Odd Christian Eiking (NOR)             | 11.                                    |
| 143                                    | Jan Hirt (CZE)                         | 28.                                    |
| 144                                    | Wesley Kreder (NED)                    | 110.                                   |
| 145                                    | Riccardo Minali (ITA)                  | 138.                                   |
| 146                                    | Simone Petilli (ITA)                   | 29.                                    |
| 147                                    | Rein Taaramäe (EST) (CRI)              | 55.                                    |
| 148                                    | Kévin Van Melsen (BEL)                 | 126.                                   |

| Israel Start-Up Nation ISN | Israel Start-Up Nation ISN | Israel Start-Up Nation ISN |
| -------------------------- | -------------------------- | -------------------------- |
| Num                        | Ciclista                   | Pos                        |
| 151                        | Sep Vanmarcke (BEL)        | DNF-16                     |
| 152                        | Sebastian Berwick (AUS)    | 135.                       |
| 153                        | Alexander Cataford (CAN)   | NP-3                       |
| 154                        | Davide Cimolai (ITA)       | DNF-8                      |
| 155                        | Itamar Einhorn (ISR)       | DNF-17                     |
| 156                        | Guy Niv (ISR)              | 93.                        |
| 157                        | James Piccoli (CAN)        | 86.                        |
| 158                        | Mads Würtz (DEN) (estrada) | DNF-7                      |

| Lotto-Soudal LTS | Lotto-Soudal LTS         | Lotto-Soudal LTS |
| ---------------- | ------------------------ | ---------------- |
| Num              | Ciclista                 | Pos              |
| 161              | Andreas Kron (DEN)       | 68.              |
| 162              | Steff Cras (BEL)         | 20.              |
| 163              | Frederik Frison (BEL)    | DNF-3            |
| 164              | Matthew Holmes (GBR)     | HD-18            |
| 165              | Sylvain Moniquet (BEL)   | 83.              |
| 166              | Maxim Van Gils (BEL)     | 88.              |
| 167              | Harm Vanhoucke (BEL)     | 115.             |
| 168              | Florian Vermeersch (BEL) | 121.             |

| Movistar Team MOV | Movistar Team MOV        | Movistar Team MOV |
| ----------------- | ------------------------ | ----------------- |
| Num               | Ciclista                 | Pos               |
| 171               | Enric Mas (ESP)          | 2.                |
| 172               | Imanol Erviti (ESP)      | 66.               |
| 173               | Johan Jacobs (SUI)       | DNF-9             |
| 174               | Miguel Ángel López (COL) | DNF-20            |
| 175               | Nelson Oliveira (POR)    | 72.               |
| 176               | José Joaquín Rojas (ESP) | 56.               |
| 177               | Alejandro Valverde (ESP) | DNF-7             |
| 178               | Carlos Verona (ESP)      | NP-18             |

| BikeExchange BEX | BikeExchange BEX       | BikeExchange BEX |
| ---------------- | ---------------------- | ---------------- |
| Num              | Ciclista               | Pos              |
| 181              | Michael Matthews (AUS) | 70.              |
| 182              | Lucas Hamilton (AUS)   | 54.              |
| 183              | Damien Howson (AUS)    | 95.              |
| 184              | Luka Mezgec (SLO)      | 109.             |
| 185              | Mikel Nieve (ESP)      | 31.              |
| 186              | Nick Schultz (AUS)     | 49.              |
| 187              | Robert Stannard (AUS)  | 119.             |
| 188              | Andrey Zeits (KAZ)     | 44.              |

| Team DSM DSM | Team DSM DSM          | Team DSM DSM |
| ------------ | --------------------- | ------------ |
| Num          | Ciclista              | Pos          |
| 191          | Romain Bardet (FRA)   | 25.          |
| 192          | Thymen Arensman (NED) | 61.          |
| 193          | Alberto Dainese (ITA) | 129.         |
| 194          | Nico Denz (GER)       | 114.         |
| 195          | Chad Haga (USA)       | 113.         |
| 196          | Chris Hamilton (AUS)  | 64.          |
| 197          | Michael Storer (AUS)  | 40.          |
| 198          | Martijn Tusveld (NED) | 34.          |

| Qhubeka NextHash TQA | Qhubeka NextHash TQA              | Qhubeka NextHash TQA |
| -------------------- | --------------------------------- | -------------------- |
| Num                  | Ciclista                          | Pos                  |
| 201                  | Fabio Aru (ITA)                   | 51.                  |
| 202                  | Sander Armée (BEL)                | DNF-17               |
| 203                  | Connor Brown (NZL)                | 130.                 |
| 204                  | Dimitri Claeys (BEL)              | 105.                 |
| 205                  | Sergio Henao (COL)                | DNF-19               |
| 206                  | Reinardt Janse van Rensburg (RSA) | HD-7                 |
| 207                  | Bert-Jan Lindeman (NED)           | 131.                 |
| 208                  | Dylan Sunderland (AUS)            | 104.                 |

| Trek-Segafredo TFS | Trek-Segafredo TFS       | Trek-Segafredo TFS |
| ------------------ | ------------------------ | ------------------ |
| Num                | Ciclista                 | Pos                |
| 211                | Giulio Ciccone (ITA)     | DNF-16             |
| 212                | Gianluca Brambilla (ITA) | 22.                |
| 213                | Kenny Elissonde (FRA)    | DNF-17             |
| 214                | Alex Kirsch (LUX)        | 120.               |
| 215                | Juan Pedro López (ESP)   | 13.                |
| 216                | Antonio Nibali (ITA)     | 108.               |
| 217                | Kiel Reijnen (USA)       | DNF-15             |
| 218                | Quinn Simmons (USA)      | 124.               |

| UAE Team Emirates UAD | UAE Team Emirates UAD       | UAE Team Emirates UAD |
| --------------------- | --------------------------- | --------------------- |
| Num                   | Ciclista                    | Pos                   |
| 221                   | David de la Cruz (ESP)      | 7.                    |
| 222                   | Joe Dombrowski (USA)        | 39.                   |
| 223                   | Ryan Gibbons (RSA) (CRI)    | 36.                   |
| 224                   | Rafał Majka (POL)           | 21.                   |
| 225                   | Juan Sebastián Molano (COL) | DNF-9                 |
| 226                   | Rui Oliveira (POR)          | 74.                   |
| 227                   | Jan Polanc (SLO)            | 41.                   |
| 228                   | Matteo Trentin (ITA)        | 80.                   |

Convenções:
- AB-N: Abandono na etapa N
- FLT-N: Retiro por chegada fora do limite de tempo na etapa N
- NTS-N: Não tomou a saída para a etapa N
- DES-N: Desclassificado ou expulsado na etapa N

## UCI World Ranking
A Volta a Espanha contou pontos para o UCI World Ranking para corredores das equipas nas categorias UCI WorldTeam, Profissional Continental e Equipas Continentais. As seguintes tabelas mostram o barómetro de pontuação e os corredores que obtiveram pontos:
| Posição                  | 1.º | 2.º | 3.º | 4.º | 5.º | 6.º | 7.º | 8.º | 9.º | 10.º | 11.º | 12.º | 13.º | 14.º | 15.º | 16.º | 17.º | 18.º | 19.º | 20.º | 21.º - 25.º | 26.º - 30.º | 31.º - 40.º | 41.º - 50.º | 51.º - 55.º | 56.º - 60.º |
| Classificação geral      | 850 | 680 | 575 | 460 | 380 | 320 | 260 | 220 | 180 | 140  | 120  | 100  | 84   | 68   | 60   | 56   | 52   | 48   | 44   | 40   | 32          | 24          | 20          | 16          | 12          | 8           |
| Por etapa                | 100 | 40  | 20  | 12  | 4   |     |     |     |     |      |      |      |      |      |      |      |      |      |      |      |             |             |             |             |             |             |
| Líder                    | 20  |     |     |     |     |     |     |     |     |      |      |      |      |      |      |      |      |      |      |      |             |             |             |             |             |             |
| Classificação secundária | 100 | 40  | 20  |     |     |     |     |     |     |      |      |      |      |      |      |      |      |      |      |      |             |             |             |             |             |             |

Nota:
1. ↑  Só classificações da regularidade e a montanha.

| Classificação |                |                       |       |       |       |            |       |
| Posição       | Ciclista       | Equipa                | Geral | Etapa | Líder | Secundária | Total |
| ------------- | -------------- | --------------------- | ----- | ----- | ----- | ---------- | ----- |
| 1.º           | Primož Roglič  | Jumbo-Visma           | 850   | 560   | 200   | 60         | 1670  |
| 2.º           | Enric Mas      | Movistar              | 680   | 100   | -     | -          | 780   |
| 3.º           | Jack Haig      | Bahrain Victorious    | 575   | 40    | -     | -          | 615   |
| 4.º           | Adam Yates     | INEOS Grenadiers      | 460   | 48    | -     | -          | 508   |
| 5.º           | Fabio Jakobsen | Deceuninck-Quick Step | -     | 380   | -     | 100        | 480   |
| 6.º           | Gino Mäder     | Bahrain Victorious    | 380   | -     | -     | -          | 380   |
| 7.º           | Magnus Cort    | EF Education-NIPPO    | -     | 360   | -     | 20         | 380   |
| 8.º           | Egan Bernal    | INEOS Grenadiers      | 320   | 12    | -     | -          | 332   |
| 9.º           | Michael Storer | DSM                   | 20    | 200   | -     | 100        | 320   |
| 10.º          | Sepp Kuss      | Jumbo-Visma           | 220   | 52    | -     | -          | 272   |